# Carex oedorrhampha
Carex oedorrhampha är en halvgräsart som beskrevs av Ernest Nelmes. Carex oedorrhampha ingår i släktet starrar, och familjen halvgräs. Inga underarter finns listade i Catalogue of Life.